# Protoptila guarani
Protoptila guarani är en nattsländeart som beskrevs av Oliver S. Flint Jr. 1974. Protoptila guarani ingår i släktet Protoptila och familjen stenhusnattsländor. Inga underarter finns listade i Catalogue of Life.